# Fjällbräsma
Fjällbräsma (Cardamine bellidifolia) art i familjen korsblommiga växter och har en cirkumboreal utbredning.
Den är ganska olik de andra arterna i bräsmesläktet som finns i Norden. De andra arterna har stjälk med parbladiga blad men fjällbräsma har stänglar eller enbladiga stjälkar och bladen enkla, hela och helbräddade. Det låga och tuviga växtsättet gör att den är anpassad till högfjällsnatur. Dess normala växlokaler är öppna och torra fjällslätter. 
Fjällbräsma har riklig frukt och skidan öppnar sig, liksom hos alla bräsmor, genom att de elastiska skenorna (valvlerna) plötsligt kröker sig utåt och därmed rycks loss. 
Bräsmor har ett växtanlag med kantliggande rotanlag. Det är böjt upp mot kanterna av de båda plana hjärtbladen, inte mot deras plattsida. Deras frön är därför ganska tillplattade. 

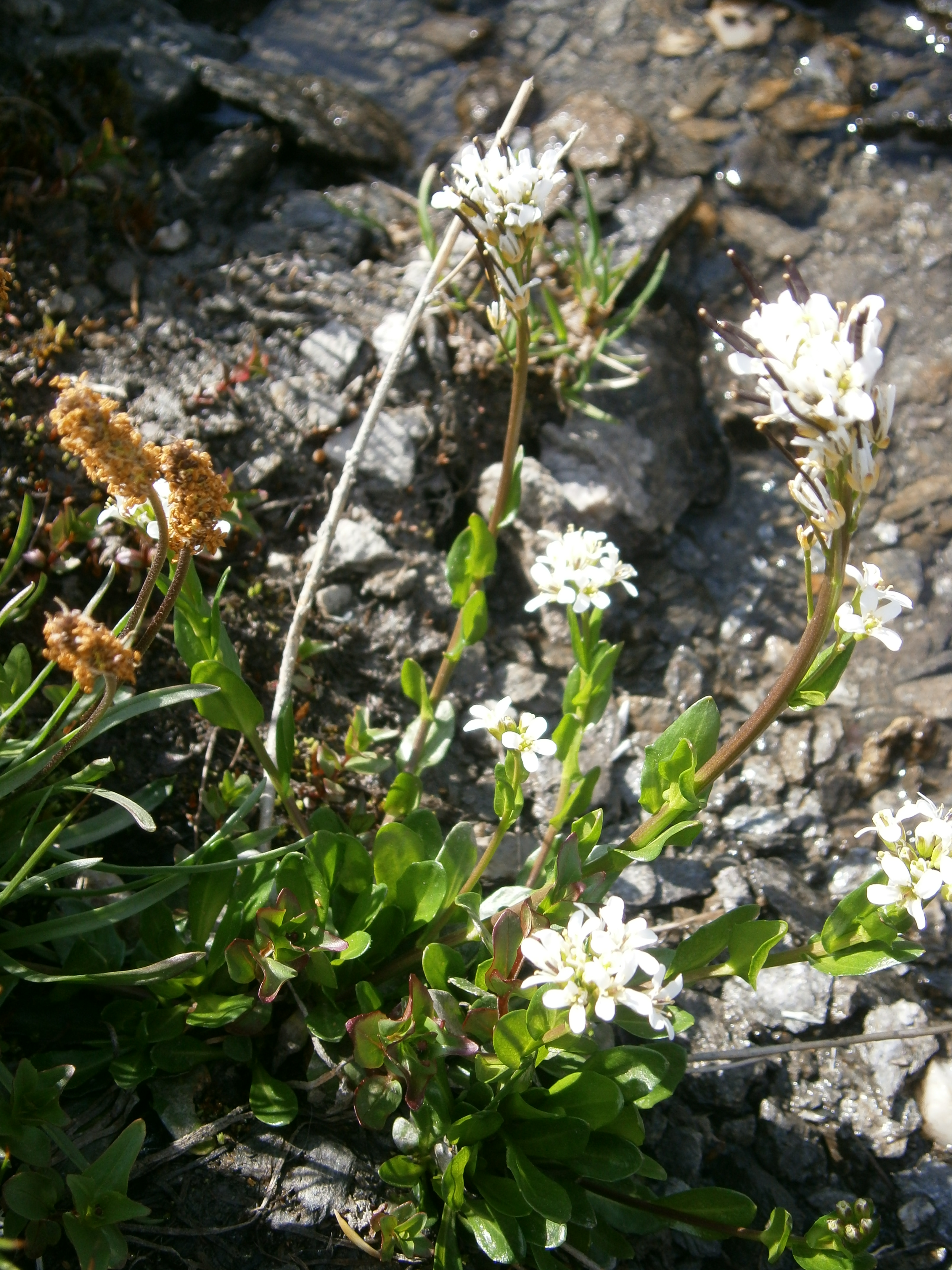